# Свечка, Леонтий Назарович
Леонтий Назарович Свечка (укр. Леонтій Назарович Свічка; 1??? — 5 августа 1699) — лубенский полковник Войска Запорожского.
В Энциклопедическом словаре Брокгауза и Ефрона, в статье «Свечка» он указан как Леонтий Назарьевич Свечка, потомки которого служили бунчуковыми товарищами, а в Русском биографическом словаре упомянут в статье «Полуботок, Леонтий Артемьевич» как Назар Свечка. Дворянский род «Свечка» внесен в VI часть родовой книги Полтавской губернии.

## Биография (годы)
- Лубенский полковой есаул (1665, 1679, 1682—1688)
- Лубенский полковой судья (1672),
- Пирятинский городской атаман (1677),
- Лубенский полковник (1688—1699), фундатор Успенской церкви в Пирятине (1690).
- Участник Крымских (1687, 1689) и Азовского (1696) походов.

В ноябре 1708 года предводительствовал казаками оборонявшими город Пирятин от шведских захватчиков.

## Семья
Жена: Домникия, дети: Василий, Лука (Лукьян), Иван, Любовь, Анна, Зиновия.